# Scleroptilum grandiflorum
Scleroptilum grandiflorum is een Pennatulaceasoort uit de familie van de Scleroptilidae. De wetenschappelijke naam van de soort is voor het eerst geldig gepubliceerd in 1880 door Kölliker.